# Lomatium rigidum
Lomatium rigidum là một loài thực vật có hoa trong họ Hoa tán. Loài này được (M.E. Jones) Jeps. mô tả khoa học đầu tiên năm 1936.